# 嘿美
嘿美是英國系列奇幻小說《哈利波特》裡的虛構角色，主角哈利·波特飼養的一隻雪鴞（貓頭鷹）。除作為寵物外，牠也為哈利·波特擔當著信使的工作。於中被食死人殺害。
小說作者J·K·羅琳於一次受訪時表示，嘿美的犧牲代表了天真和安全感的喪失。

## 小說情節
在小說裡，嘿美原是倫敦斜角巷貓頭鷹商店裡的其中一隻貓頭鷹，被魯霸·海格買下送給哈利·波特，作為哈利的11歲生日禮物。哈利因從《魔法史》書中見到「嘿美」的名字，便將它作為這隻貓頭鷹的名字。後來哈利每當暑假在與德思禮一家過日子時，嘿美是他唯一的伴侶；但威農姨父與佩妮阿姨卻不喜歡這隻貓頭鷹。
嘿美於整部系列小說裡常作為信使替哈利·波特送信，始終忠於哈利的指令。
裡，嘿美在哈利·波特與天狼星·布萊克之間傳遞訊息時被傷害，可能為桃樂絲·恩不里居所為；後來薇米·葛柏蘭教授治癒了牠的傷。
裡，當海格用飛天摩托車轉移哈利時遭遇食死人襲擊，裝於籠中的嘿美被一道索命咒擊中後死亡。

## 名字來源
「嘿美」（Hedwig）的名字來自於12或13世紀的同名德國聖徒聖海葳。

## 電影
在哈利波特系列電影裡，實際上由四隻（一說為七隻）不同的貓頭鷹來扮演嘿美這個角色，其中一隻名叫「Gizmo」。雖說故事中嘿美是雌性的，但所有飾演牠的貓頭鷹卻都是雄性的，因為雄性貓頭鷹的羽毛較白。經過訓練師的訓練，飾演嘿美的貓頭鷹在拍戲時都十分配合，乖乖地停在演員丹尼爾·雷德克里夫的手臂上。
在電影第七集《哈利波特：死神的聖物上》對嘿美之死的情節作了些更動，相較原著使之更加感人；片裡哈利·波特在離開德思禮家前就已將嘿美放走，後當眾多食死人在空中追擊哈利等人之時，嘿美飛回替哈利擋下一道索命咒，犧牲而死。
此外，作曲家約翰·威廉斯自《哈利波特：神秘的魔法石》起為哈利波特系列電影製作的主題曲配樂亦被以「嘿美主題」（Hedwig's theme Song）命名。

## 評價
在2011年《帝國雜誌》選出的前25名哈利波特人物中，嘿美被列在第25位。

## 影響
《哈利波特》小說及後來的電影皆獲得了巨大的成功，由於故事裡主角哈利·波特有這隻名叫嘿美的貓頭鷹寵物，致使在一些國家引發了飼養貓頭鷹的熱潮，在東南亞地區的貓頭鷹常被取作嘿美或其他哈利波特角色的名字。有保育人士批評這種現象恐會對貓頭鷹的生存造成危害。在2001年英國出現棄養貓頭鷹的現象後，羅琳對此表示「如果有人看了我的書而覺得貓頭鷹喜歡待在小小籠子裡，我要用最最嚴厲的方式說：大錯特錯」，且還說：「我在書裡描寫的貓頭鷹，從來都不是牠們真實的樣子。」

## 外部連結
- 嘿美（页面存档备份，存于）在哈利波特維基上的條目（英文）
- 有關嘿美的電影製作花絮影片（页面存档备份，存于）（英文）
- Section: Extra Stuff - Owls（英文）